# 伊東長とし
伊東 長𫡰（いとう ながとし、伊東長。「とし」の表記は下記の特記事項参照）は、備中国岡田藩10代（最後の）藩主。第8代藩主・伊東長寛の十五男・伊東長生の次男。

## 略歴
万延元年（1860年）12月18日、従兄で第9代藩主の長裕が死去したため、その養子となって家督を継いだ。文久元年（1861年）10月1日、将軍徳川家茂に拝謁した。同年12月16日、従五位下・播磨守に叙任した。
慶応4年（1868年）1月23日、上洛し、新政府支持の姿勢を示す。戊辰戦争では岡山藩と共に新政府軍に与して、幕府軍に与した備中松山藩の討伐を担当する。明治2年（1869年）6月23日、版籍奉還により岡田藩知事となる。明治4年（1871年）7月、廃藩置県により藩知事を免官となり、東京に移った。1884年（明治17年）7月8日、子爵を叙爵した。
明治33年（1900年）12月21日に死去した。享年57。

## 系譜
- 父：伊東長生
- 母：乾氏
- 養父：伊東長裕（1816年 - 1860年）
- 先妻：葉室長順の娘
- 後妻：大橋重助の娘・千重子[2]
- 生母不明の子女
  - 男子：伊東久実
  - 男子：伊東晴村
  - 女子：綾子